# Adolphe-Frédéric III de Mecklembourg-Strelitz
Adolphe-Frédéric III est un prince de la maison de Mecklembourg né le 7 juin 1686 et mort le 11 décembre 1752 à Neustrelitz. Il règne sur le duché de Mecklembourg-Strelitz de 1708 à sa mort.

## Biographie
Adolphe-Frédéric III est le fils aîné du duc Adolphe-Frédéric II de Mecklembourg-Strelitz et de sa première épouse Marie de Mecklembourg-Güstrow. Il succède à son père à la tête du duché de Mecklembourg-Strelitz le 12 mai 1708.
En 1712, le château de la famille ducale est ravagé par un incendie. Adolphe-Frédéric III et sa famille sont contraints de s'installer dans un pavillon de chasse, autour duquel la ville de Neustrelitz est fondée en 1733. Elle devient la capitale du duché.
À sa mort, son neveu Adolphe-Frédéric IV lui succède.

## Mariage et descendance
Adolphe-Frédéric III se marie le 16 avril 1709 à Reinfeld avec la princesse Dorothée (1692-1765), fille du duc Jean-Adolphe de Schleswig-Holstein-Sonderbourg-Plön. Ils ont deux filles :
- Marie-Sophie (5 mai 1710 – 21 février 1728), abbesse de Rühn ;
- Madeleine-Christine (21 juillet 1711 – 27 janvier 1713).